# 杨恩泽
杨恩泽（1919年10月20日—2019年10月9日），男，广东省饶平县人。中国光纤通信领域专家。天津大学电气自动化与信息工程学院教授。

## 生平
1919年10月20日生。广东省饶平县人。1937年就读于武汉大学电机系，全面抗日战争爆发后跟随学校迁往四川乐山。1943年获电信硕士学位。之后留校任教，历任武汉大学、中山大学、南开大学、北洋大学（1951年后称天津大学）及北京邮电学院教授。1950年加入中国共产党，1954年加入九三学社。
1974年至1985年在武汉邮电科学研究院工作，历任研究室主任、院总工程师、高工及教授等职务，1985年返回天津大学，任光纤技术研究所所长。1988年退休并返聘继续在天津大学工作。
2019年10月9日下午14时03分因突发脑溢血逝世，享年100岁。

## 研究
从1974年开始，杨恩泽主持研制了“准毫米波空间通信设备”课题，该成果获1978年全国科技大会奖。1978年又主持了“武昌—汉口市话中继光缆通信实用化系统”的研究及试制工作。该系统于1982年底建成使用，为中国光纤通信的发展奠定了基础，获国家科技进步奖二等奖。

## 社会奉献
2005年，杨恩泽将积攒下来的30万元积蓄全部捐给他的家乡广东省饶平县，帮助该县所城镇中心小学建一座科学楼。他还承诺在未来20年中每年拿出1万元（从2008年起增加到每年2万），资助并奖励生活困难、学习成绩优异的学生。